# Mesosemia carderi
Mesosemia carderi is een vlindersoort uit de familie van de prachtvlinders (Riodinidae), onderfamilie Riodininae.
Mesosemia carderi werd in 1904 beschreven door H. Druce.